# Ivan Tsarevitj i Seryj Volk 2
Ivan Tsarevitj i Seryj Volk 2 (russisk: Иван Царевич и Серый волк 2) er en russisk animationsfilm fra 2013 af Vladimir Toroptjin.

## Medvirkende
- Nikita Jefremov - Ivan Tsarevitj
- Aleksandr Bojarskij
- Mikhail Bojarskij
- Tatjana Bunina - Vasilisa
- Ivan Okhlobystin